# Jean-Claude Chevalier
Pour les articles homonymes, voir Chevalier.
Jean-Claude Chevalier, né le 5 avril 1925 à Tours, mort le 18 décembre 2018 à Paris,, est un linguiste français, professeur émérite à l'université Paris-VIII, dont il a créé le département de linguistique en 1968.

## Biographie
Agrégé de grammaire (1952) et docteur en linguistique (1968), Jean-Claude Chevalier a commencé sa carrière comme professeur de lycée à Lille, assistant à la Faculté des lettres de Paris, puis maître de conférences à la Faculté des lettres de Lille.
Il est spécialiste d'analyse des textes littéraires (Apollinaire), de grammaire, d'histoire de la linguistique et de l'enseignement du français.
Il a été directeur de plusieurs revues : Langue française, HEL, Lingvisticae Investigationes et de la collection « Linguistique » chez Armand Colin.
Il a fondé et dirigé le Laboratoire d'histoire des théories linguistiques (HTL).
Il a siégé au Haut Conseil de la langue française. Il a été professeur invité aux universités de Toronto, de Columbia et de Campinas.
Il était l'époux d'Anne-Marie Garat.

## Ouvrages
- Avec Michel Arrivé, La Grammaire, Klincksieck, coll. « Initiation à la linguistique », 1970  (ISBN 9782252017630)
- Grammaire du français contemporain, Larousse, 1991,   (ISBN 9782038000443)
- Histoire de la grammaire française, coll. « Que sais-je ? » no 2904, Presses universitaires de France (PUF),  (ISBN 9782130465898)
- Avec Simone Delesalle, La Linguistique, la Grammaire et l'École, 1750-1914, Armand Colin,  coll. « Linguistique », 1986
- Alcools de Guillaume Apollinaire : essai d'analyse des formes poétiques, 1970. [ouvrage de référence]
- Histoire de la syntaxe Naissance de la notion de complément dans la grammaire française (1530-1750), Droz, 1968
- Combats pour la linguistique, de Martinet à Kristeva : essai de dramaturgie épistémologique, ENS, 2006  (ISBN 2847880895)

- Articles dans l’Encyclopædia Universalis
- Articles dans de nombreuses revues.